# Diocesi di Muzaffarpur
La diocesi di Muzaffarpur (in latino Dioecesis Muzaffarpurensis) è una sede della Chiesa cattolica in India suffraganea dell'arcidiocesi di Patna. Nel 2021 contava 5.845 battezzati su 33.143.260 abitanti. È retta dal vescovo Cajetan Francis Osta.

## Territorio
La diocesi comprende 12 distretti civili dello stato  indiano del Bihar: Muzaffarpur, Vaishali, Samastipur, Sitamarhi, Darbhanga, Madhubani, Saharsa, Begusarai, Madhepura, Khagaria, Sheohar, Supaul.
Sede vescovile è la città di Muzaffarpur, dove si trova la cattedrale di San Francesco d'Assisi.
Il territorio è suddiviso in 22 parrocchie.

## Storia
La diocesi è stata eretta il 6 marzo 1980 con la bolla Quandoquidem omni di papa Giovanni Paolo II, ricavandone il territorio dalla diocesi di Patna (oggi arcidiocesi). Originariamente era suffraganea dell'arcidiocesi di Ranchi.
Il 27 giugno 1998 ha ceduto una porzione del suo territorio a vantaggio dell'erezione della diocesi di Bettiah.
Il 16 marzo 1999 è entrata a far parte della provincia ecclesiastica di Patna.

## Cronotassi dei vescovi
Si omettono i periodi di sede vacante non superiori ai 2 anni o non storicamente accertati.
- John Baptist Thakur, S.I. (6 marzo 1980 - 11 luglio 2014 ritirato)
- Cajetan Francis Osta, dall'11 luglio 2014

## Statistiche
La diocesi nel 2021 su una popolazione di 33.143.260 persone contava 5.845 battezzati, corrispondenti allo 0,0% del totale.
| anno | popolazione | popolazione | popolazione | presbiteri | presbiteri | presbiteri | presbiteri                | diaconi | religiosi | religiosi | parrocchie |
| anno | battezzati  | totale      | %           | numero     | secolari   | regolari   | battezzati per presbitero | diaconi | uomini    | donne     | parrocchie |
| ---- | ----------- | ----------- | ----------- | ---------- | ---------- | ---------- | ------------------------- | ------- | --------- | --------- | ---------- |
| 1990 | 8.500       | 30.914.000  | 0,0         | 37         | 10         | 27         | 229                       |         | 41        | 223       | 20         |
| 1999 | 4.000       | 21.341.478  | 0,0         | 29         | 16         | 13         | 137                       |         | 21        | 100       | 24         |
| 2000 | 4.094       | 21.420.909  | 0,0         | 34         | 21         | 13         | 120                       |         | 21        | 100       | 24         |
| 2001 | 4.256       | 22.039.714  | 0,0         | 34         | 21         | 13         | 125                       |         | 23        | 87        | 35         |
| 2002 | 4.360       | 28.305.686  | 0,0         | 34         | 22         | 12         | 128                       |         | 22        | 87        | 35         |
| 2003 | 4.503       | 28.305.686  | 0,0         | 35         | 23         | 12         | 128                       |         | 22        | 90        | 34         |
| 2004 | 4.638       | 29.436.742  | 0,0         | 35         | 23         | 12         | 132                       |         | 22        | 90        | 37         |
| 2013 | 5.250       | 30.310.100  | 0,0         | 49         | 39         | 10         | 107                       |         | 20        | 100       | 21         |
| 2016 | 5.600       | 31.308.000  | 0,0         | 43         | 31         | 12         | 130                       |         | 24        | 125       | 19         |
| 2019 | 5.800       | 32.441.000  | 0,0         | 42         | 32         | 10         | 138                       |         | 25        | 130       | 19         |
| 2021 | 5.845       | 33.143.260  | 0,0         | 44         | 36         | 8          | 132                       |         | 20        | 117       | 22         |